# Північна область (Уганда)
Північна область (Північний регіон, англ. Northern Region) — адміністративна область (регіон) Уганди. Площа — 82 099 км². Чисельність населення — 5 345 964 чоловік (2002). Адміністративний центр — місто Гулу.

## Адміністративний поділ
Станом на липень 2010 входило 30 округів (зі 111 по країні)
- 1 Абім
- 2 Аджумані
- 3 Амолатар
- 5 Апак
- 6 Аруа (включаючи Тереґо)
- 16 Доколо
- 17 Ґулу (округ)
- 22 Каабонґ
- 39 Амуру
- 42 Кітґум
- 43 Кобоко
- 44 Котідо
- 47 Ліра
- 50 Марача (раніше Марача-Тереґо)
- 57 Морото
- 58 Мойо
- 62 Накапіріпіріт
- 65 Неббі
- 67 Оям
- 68 Падер
- 77 Йумбе
- 78 Аґаґо
- 79 Алебтонґ
- 80 Амудат
- 93 Коле
- 97 Ламво
- 104 Напак
- 107 Нвоя
- 108 Отуке
- 112 Зомбо